# Otto (Eichstätt)

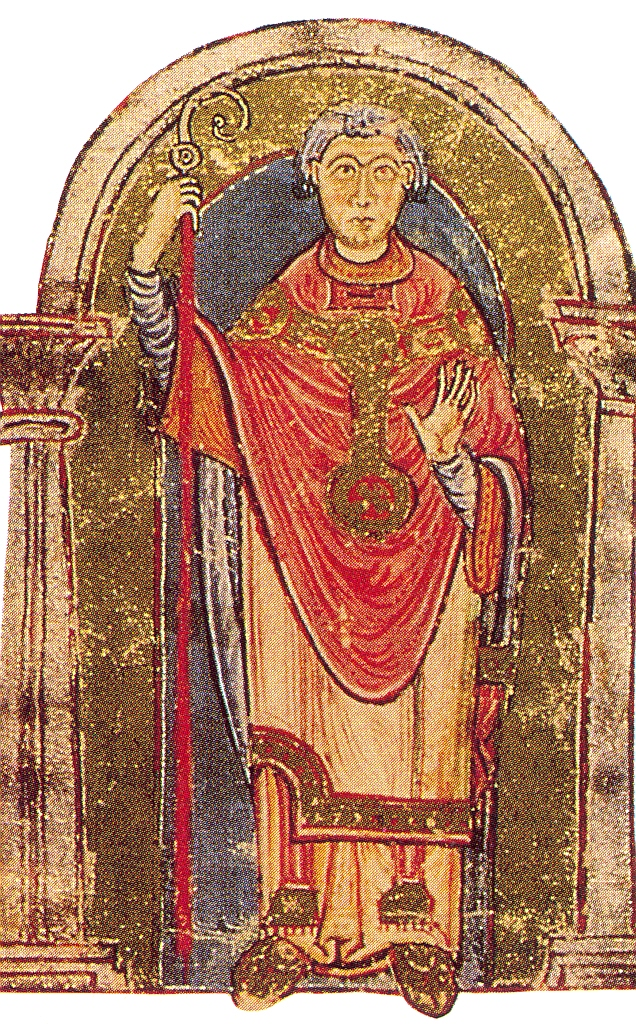
Bischof Otto im Pontifikale Gundekarianum

Otto († 7. März 1196) war Fürstbischof von Eichstätt von 1182 bis 1196.
Otto stammte aus einem nicht näher bekannten Geschlecht. Es wird ein Ministerialengeschlecht angenommen und die Verwandtschaft Ottos zum Domherrn Walbrun ist bekannt, der 1149 Bischofskandidat war. Ab 1166 ist Otto als Mitglied des Eichstätter Domkapitels belegt und er stieg anschließend zum Domdekan und 1169 zum Dompropst auf. Unmittelbar nach der Resignation Egelolfs wurde Otto erwählt. Seine Weihe erhielt er vom Augsburger Bischof Hartwig I. von Lierheim. In der Reichspolitik trat Otto kaum in Erscheinung, dafür war er innerhalb des Bistums sehr aktiv: Er hielt mindestens vier Diözesansynoden ab und das Pontifikale Gundekarianum listet 105 Kirchen und Altäre die der Bischof weihte (z. B. Pleinfeld, Bergen, Bergheim, Buxheim, Eitensheim, Erkertshofen, Großnottersdorf, Hitzhofen, Kipfenberg, Landershofen, Titting, Veitsaurach). Er wurde in der von ihm errichteten Maria-Magdalenen-Kapelle des Eichstätter Domes bestattet.